# سفارة روسيا في السويد
سفارة روسيا في السويد هي أرفع تمثيل دبلوماسي لدولة روسيا لدى السويد. تقع السفارة في ستوكهولم وهي تهدف لتعزيز المصالح الروسية في السويد.

## وصلات خارجية
- قائمة سفارات روسيا
- قائمة السفارات في السويد